# امیل ژاک-دالکروز

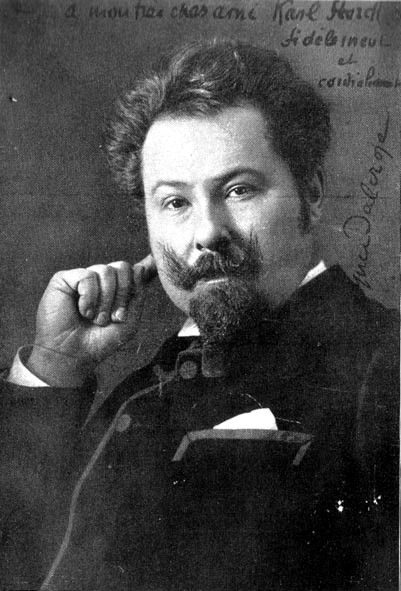
امیل ژاک-دالکروز

امیل ژاک-دالکروز (۶ ژوئیه ۱۸۶۵–۱ ژوئیه ۱۹۵۰) آهنگساز، نوازنده و آموزگار سوئیسی بود که یوریتمیک، روشی برای آموختن و تجربه موسیقی در حال حرکت را توسعه و گسترش داد (می‌توان تأثیر روش دالکروز بر روش تربیتی ارف را که امروزه در مدارس آموزش موسیقی سراسر آمریکا دیده می‌شود، به خوبی مشاهده کرد)
روش او شامل آموزش مفاهیم موسیقایی در حال حرکت است. در این روش، نوعی از حرکات شبیه به هم در مفاهیم موسیقایی مورد استفاده قرار می‌گیرد تا احساسی کامل و طبیعی برای بیان موسیقایی گسترش بیابد. دالکروز احساس کرد مبدل کردن بدن به چیزی چون ابزار موسیقایی کوک شده، بهترین مسیر برای ایجاد بنیاد موسیقایی پرطراوت و سخت بود. روش وی شامل سه عنصر به یک اندازه مهم می‌شود: یوریتمیک، سلفژ و بدیهه‌سازی. با توجه به روش او، این سه عنصر در کنار هم، برنامه‌های آموزشی ضروری نوازندگی برای تبدیل شدن به یک نوازنده کامل را دربردارد. در یک مسیر ایده‌آل، عناصری از هر موضوعی یکی می‌شوند که این امر به روش تدریسی که در خلاقیت و حرکت ریشه دارد، منجر می‌شود.
او پیشه‌اش را به عنوان آموزگار از کنسرواتوار ژنو در سال ۱۸۹۲ آغاز کرد؛ جای که هارمونی و سلفژ درس می‌داد. در دوره‌های سلفژ او بود که بسیاری از ایده‌های مؤثر و انقلابی آموزشی‌اش را مورد آزمایش قرار داد. بین سال‌های ۱۹۰۳ و ۱۹۱۰، روش‌اش را برای عموم به نمایش گذاشت. در ۱۹۱۰، با همکاری کارخانه‌دار آلمانی، وولف دورن، مدرسه‌ای در هلراو، جایی بیرون از درسدن تأسیس و آن را وقف آموزش روش‌اش کرد.
در هلراو، جایی که به مردم زیادی درس می‌داد، افرادی چون سرژ وولکونسکی، ورا گرینر، والریا کراتینا و غیره وجود داشتند. در پی وقوع جنگ جهانی اول در ۱۹۱۴، مدرسه‌اش بسته شد. پس از جنگ جهانی دوم، ایده‌های او با عنوان «موسیقی و حرکت» در مدارس انگلستان به کار گرفته شد.